# Eparchia di Velikie Luki

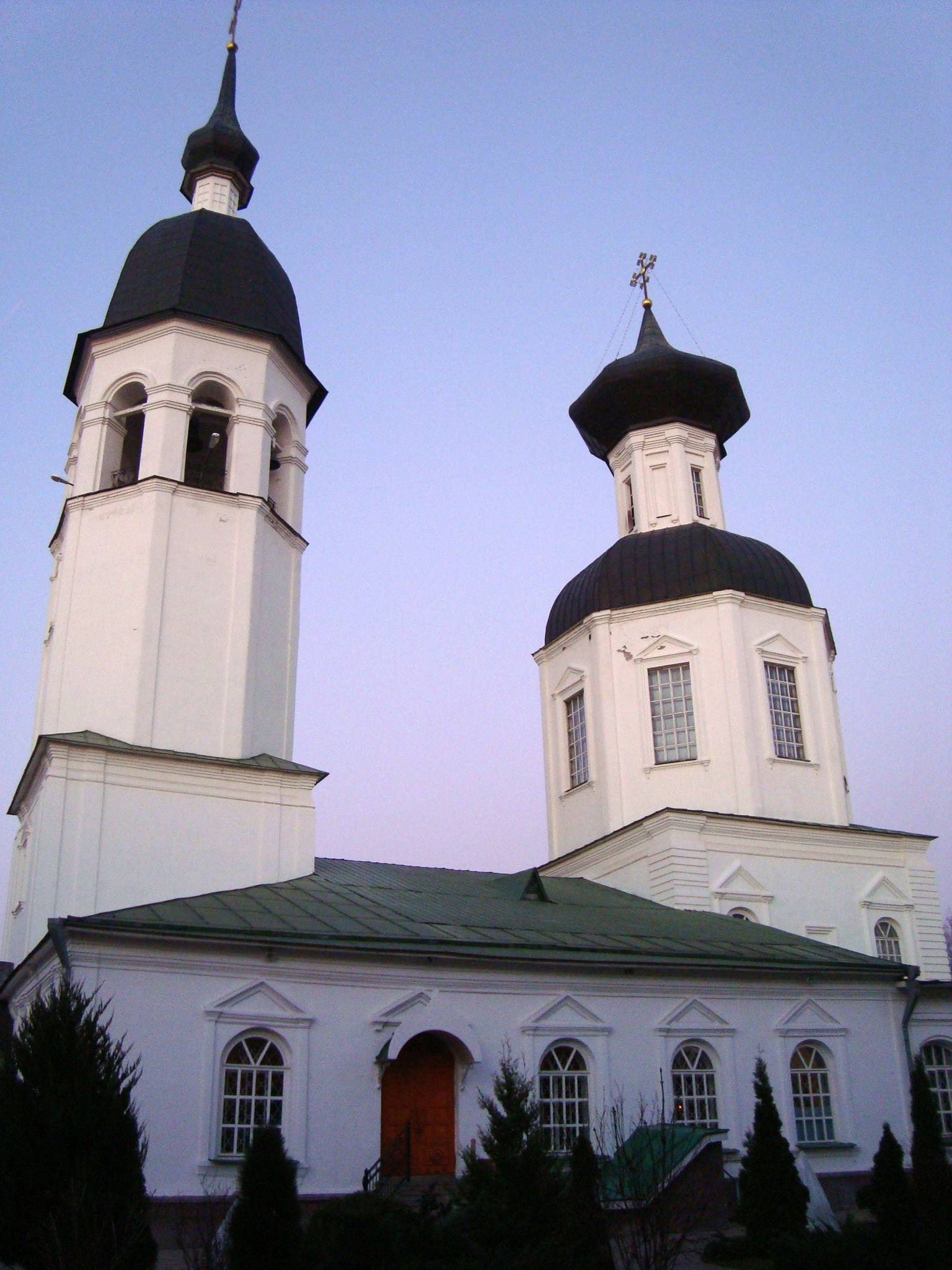
La cattedrale dell'Ascensione di Velikie Luki.

L'eparchia di Velikie Luki (in russo Великолукская епархия?) è una diocesi della Chiesa ortodossa russa, appartenente alla metropolia di Pskov.

## Territorio
L'eparchia comprende i rajon Velikolukskij, Novosokol'ničeskij, Kun'inskij, Loknjanskij, Usvjatskij, Sebežskij, Nevel'skij, Opočeckij, Pustoškinskij, Bežanickij, Novorževskij, Puškinogorskij e Krasnogorodskij nell'oblast' di Pskov nel circondario federale nordoccidentale.
Sede eparchiale è la città di Velikie Luki, dove si trova la cattedrale dell'Ascensione.
L'eparca ha il titolo ufficiale di «eparca di Velikie Luki e Nevel'».

## Storia
L'eparchia fu eretta una prima volta nel 1926, ma dopo il 1944 fu unita all'eparchia di Kalinin (città oggi nota con il nome di Tver'). Restaurata il 28 dicembre 1946, fu nuovamente soppressa il 2 ottobre 1957 ed annessa all'eparchia di Pskov.
L'attuale eparchia è stata eretta dal Santo Sinodo della Chiesa ortodossa russa il 25 dicembre 2014 e contestualmente è stata inserita nella metropolia di Pskov.